# Церковь Святого Владимира в Старых Садех
Храм святого равноапостольного князя Владимира в Старых Садех — православный храм в Басманном районе Москвы. Относится к Богоявленскому благочинию Московской епархии Русской православной церкви.
Главный престол освящён в честь святого князя Владимира, приделы — в честь святых мучеников Бориса и Глеба и в честь святых мучеников Кирика и Иулитты.

## История

### История района
Храм Святого Владимира расположен в историческом районе Москвы, который раньше называли Кулишки. «Кулишки» (правильнее кулижки) — старинное русское слово, трактуемое различными источниками по-разному. Среди вариантов значений можно найти и «топкое, болотистое место» и «лес после порубки». Старинный район Кулишки был расположен в месте слияния Москвы-реки и Яузы. В настоящее время это район Солянки с прилегающими переулками до Яузского бульвара и набережной Яузы и вся территория бывшего Воспитательного дома/
Рельеф местности здесь был очень живописный. В центре района возвышался холм, через весь район протекала речка Рачка и впадала в Москву-реку (в XVIII веке речка была спрятана в трубу). В XV веке Василий I построил здесь свой летний дворец с домо́вой церковью, освящённой во имя святого князя Владимира. На склонах холма были разбиты знаменитые княжеские сады с роскошными фруктовыми деревьями. Рядом с садами были расположены государевы конюшни. На конном дворе была построена деревянная церковь во имя святых мучеников Флора и Лавра, которых в народе почитали как покровителей лошадей. После строительства по соседству с конюшнями загородного дома московского митрополита (в Трёхсвятительском переулке) к церкви Флора и Лавра пристроили домовый митрополичий храм во имя Трёх Святителей Вселенских, известный в настоящее время как Храм Трёх Святителей на Кулишках.

### Строительство храма

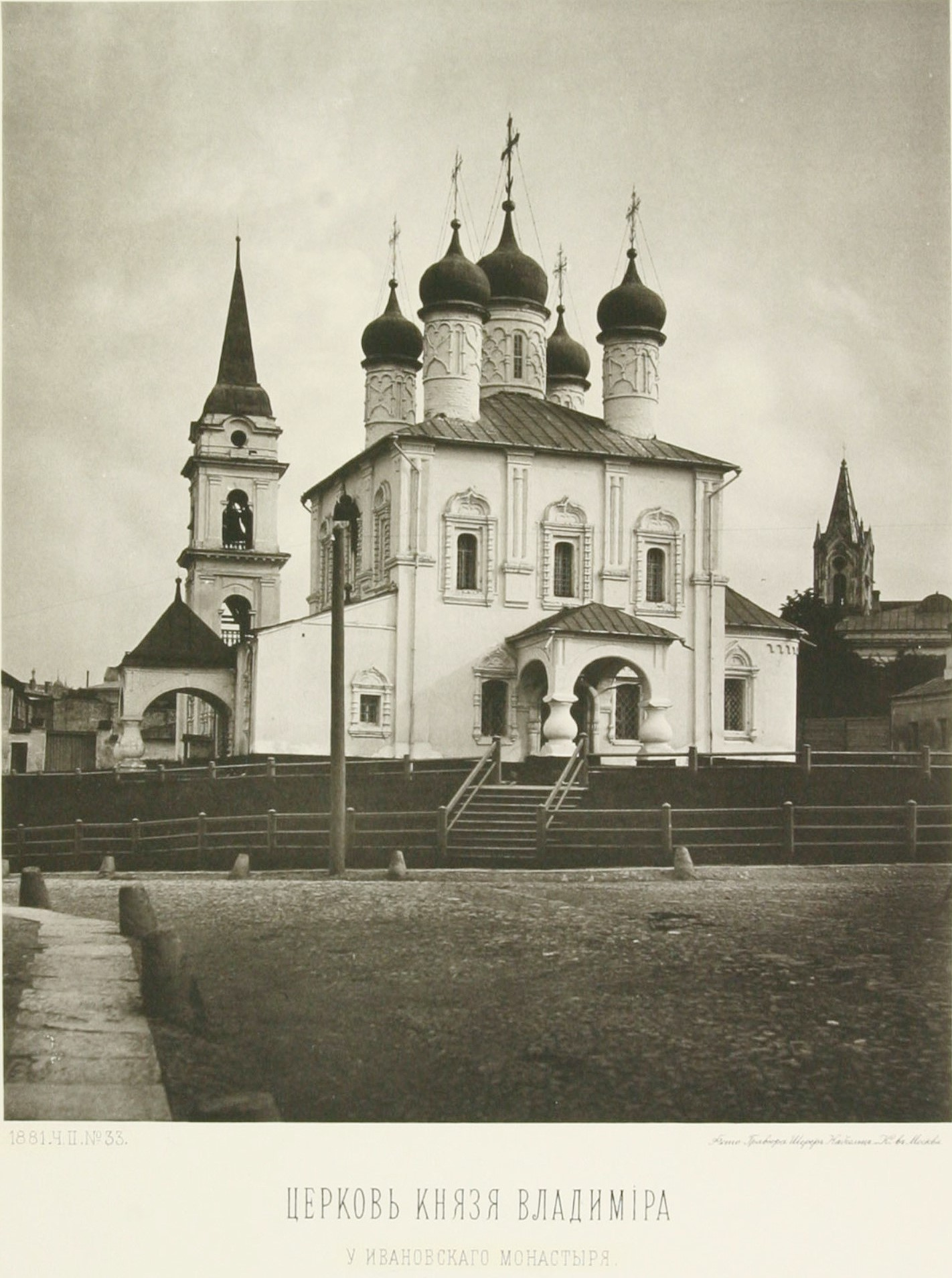
Фотография из альбома Николая Найдёнова, 1881 год

В 1514 году Василий III повелел возвести в Москве одиннадцать церквей, «а всем тем церквам был мастер Алевиз Фрязин». Новый каменный храм Святого Владимира, построенный мастером Алевизом, был освящён в 1516 году. В конце XV века рядом с Владимирской церковью был основан Иоанновский монастырь, по названию монастыря холм стали называть «Ивановской горкой».
В начале XVII века великокняжеская усадьба была перенесена в село Рубцово-Покровское в связи с тем, что юго-восточную часть Белого города стали активно заселять. Церкви, располагавшиеся ранее в резиденциях, стали приходскими, при них образовались погосты. Сложившаяся в то время сеть улиц и переулков сохранилась до настоящего времени.
Первоначально на этом месте была построена деревянная церковь, о которой известно только название. Первая каменная церковь построена в 1514-1516 гг. Алевизом Фрязином, и во второй половине XVII века (в 1660 г.), ее разобрали. 
И только в конце XVII века (1677 – 1689 годы) построили церковь, которая и сохранилась до нашего времени. Храм ещё несколько раз перестраивали, устраняя повреждения от больших московских пожаров, Троицкого пожара в мае 1737 года и пожара 1812 года. Новая колокольня построена, а точнее надстроена над трапезной в конце XVIII века. В конце XIX века были срублены кокошники и церковь получила простую четырехскатную крышу (см. фотографию из альбома Найденова, 1881 г.)

### Советский период
Храм был закрыт в 1933 году. В 1937 году церковь начали разбирать. Были разрушены пять глав, венчающих храм, уничтожено внутреннее убранство. От полного уничтожения церковь была спасена вмешательством органов государственной охраны памятников города Москвы. Здание церкви было передано в ведение Государственной публичной Исторической библиотеки, которая разместила в ней свои резервные фонды. В 1980 году в здании храма произошёл пожар, уничтоживший книги и сохранившиеся остатки росписей на стенах. Здание отреставрировано в 1980х- 1990х гоадах. Проект реставрации выполнен в 13 мастерской Моспроеткт-2, авторы  Г. К. Игнатьев и Л. А. Шитова. При реставрации были восстановлены и кокошники, срубленные в XIX веке и позакомарное покрытие основной церкви.

### Возрождение храма
В 1990 году после завершения реставрационных работ во внешней части храма он был передан Русской православной церкви. В 1991 году, после длительного перерыва, в отреставрированном Владимирском храме состоялась первая литургия. В 1998 году возобновились богослужения в приделе благоверных князей Бориса и Глеба.
В настоящее время при храме действует воскресная школа, православная гимназия, детский сад, школа церковного пения, учебная столярная мастерская, благотворительное братство во имя равноапостольного князя Владимира, издательство.

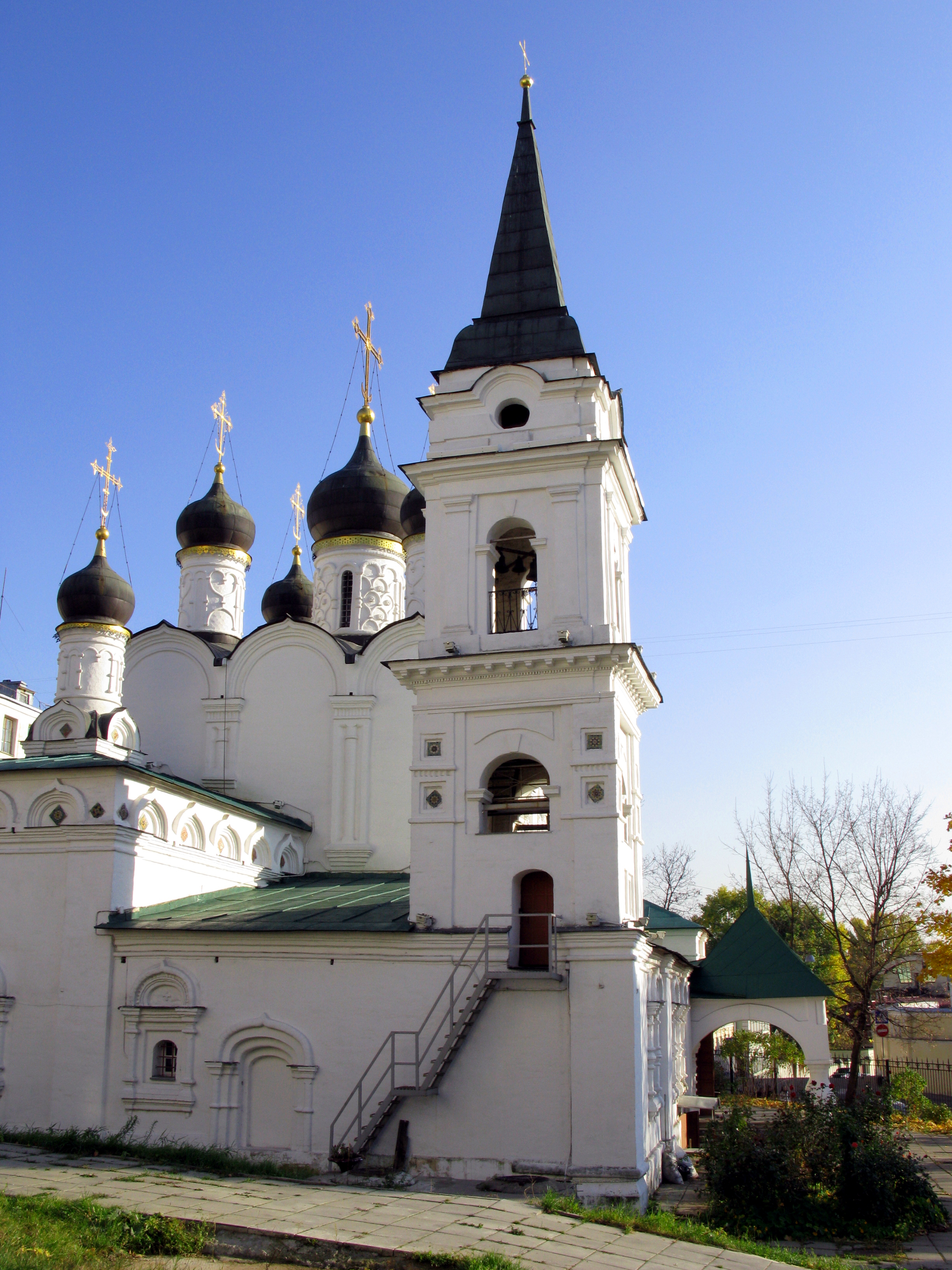
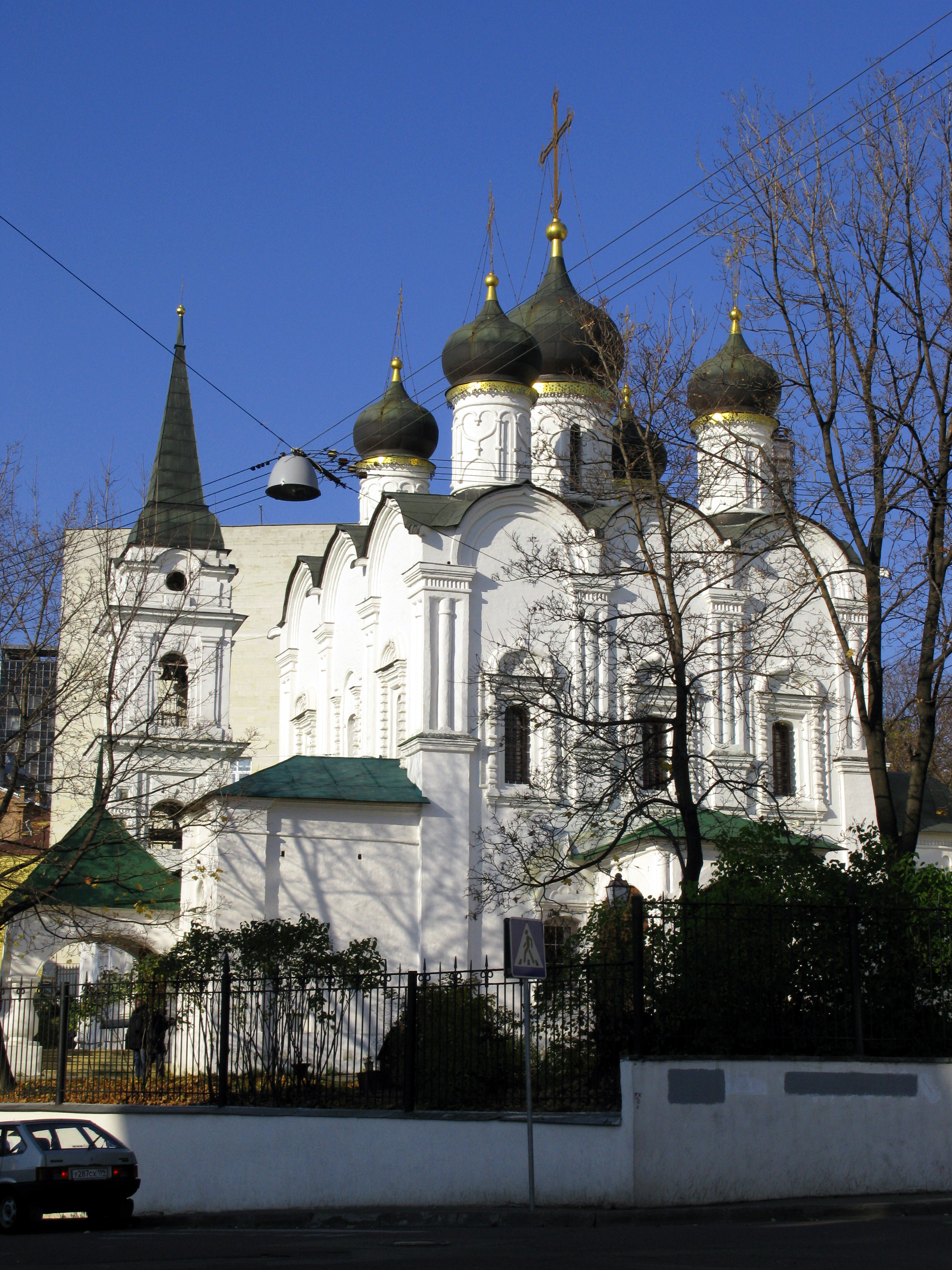
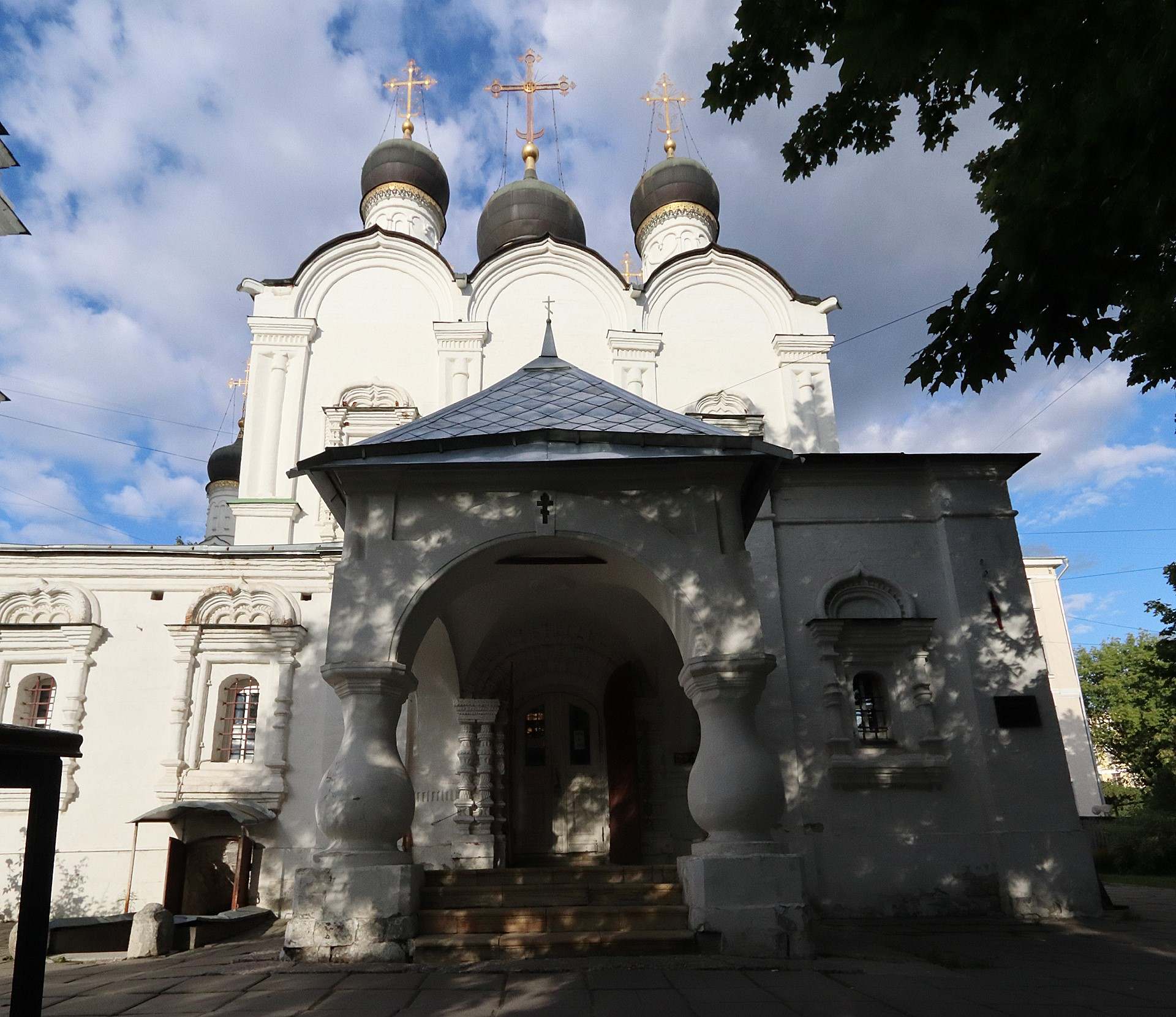
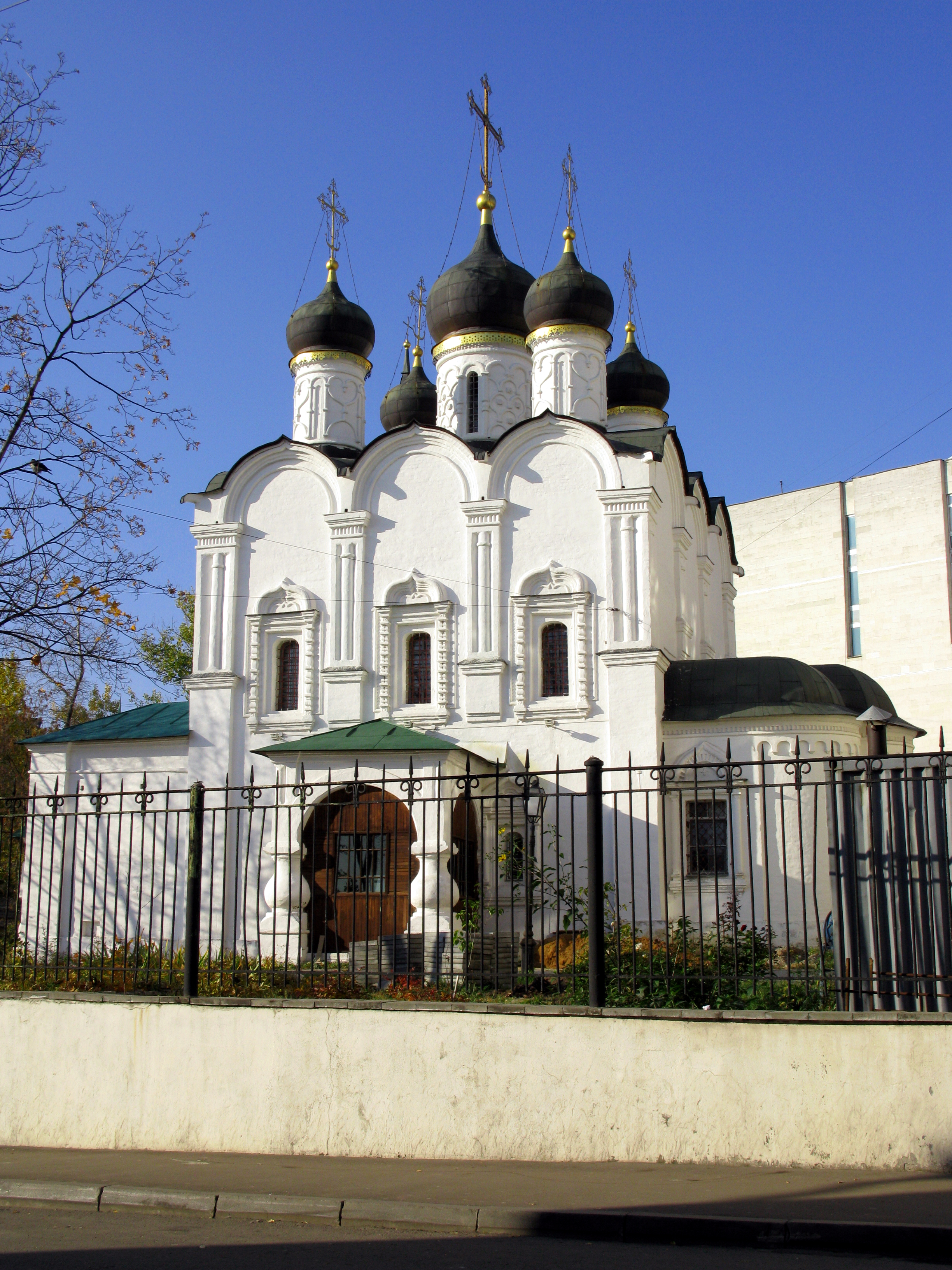
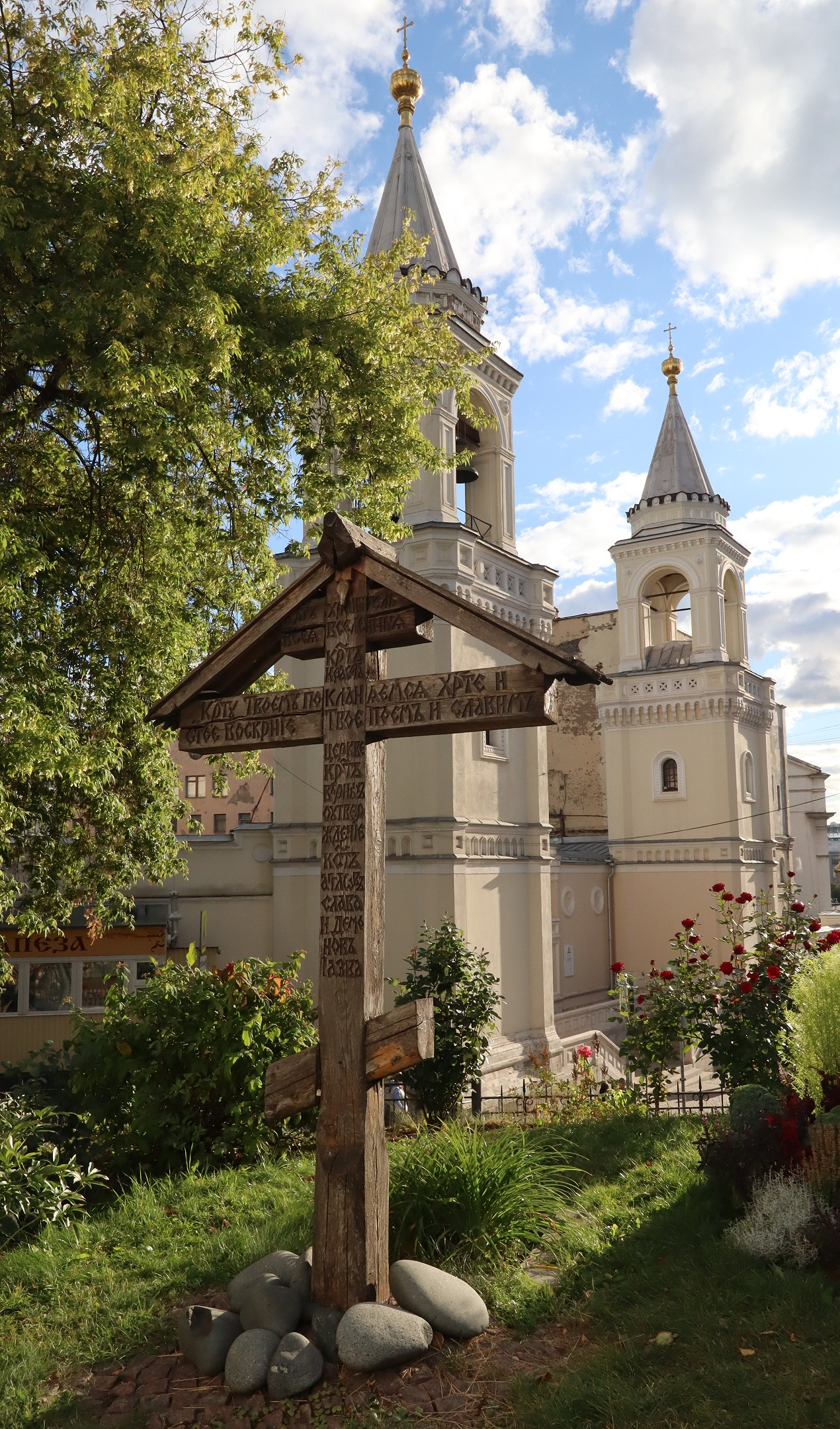

## Духовенство
- Настоятель храма — протоиерей Сергий Романов[4]

## Святыни
- икона Божией Матери «Целительница»
- иконы святителя Николая Мирликийского и преподобномученицы великой княгини Елисаветы с мощами этих святых угодников Божиих[5]